# Villa Meli Lupi
Villa Meli Lupi di Soragna-Tarasconi, già Villa Toccoli, è un edificio in stile neobarocco situato all'interno di un parco all'inglese di 10 ettari in strada Martinella 326 a Vigatto, frazione di Parma; dell'ampia proprietà fa parte anche una dépendance dalle forme neogotiche, detta Il Palazzo, nata come Casa Magawly-Cerati.

## Storia
L'edificio padronale originario fu costruito probabilmente nel XVI secolo, per volere dei conti Politi. Nel 1589 il conte Giovanni Toccoli acquistò dal parroco della pieve di Vigatto la struttura e le terre adiacenti, della superficie di 22 biolche parmigiane; nel 1617 accanto alla villa fu costruito su commissione dei conti Pietro Lodovico e Gilberto Toccoli un oratorio dedicato alla Madonna della Neve, che fu demolito un secolo dopo. Della proprietà non faceva inizialmente parte la porzione sud-occidentale del parco ottocentesco, ove nel XVIII secolo fu edificata la villa dei conti Cerati; prima della sua morte nel 1816, l'ultimo conte Antonio Cerati, privo di discendenti diretti, nominò suo erede universale il marito della figlia di sua sorella, Philip Magawly, che aggiunse al proprio il cognome dello zio.

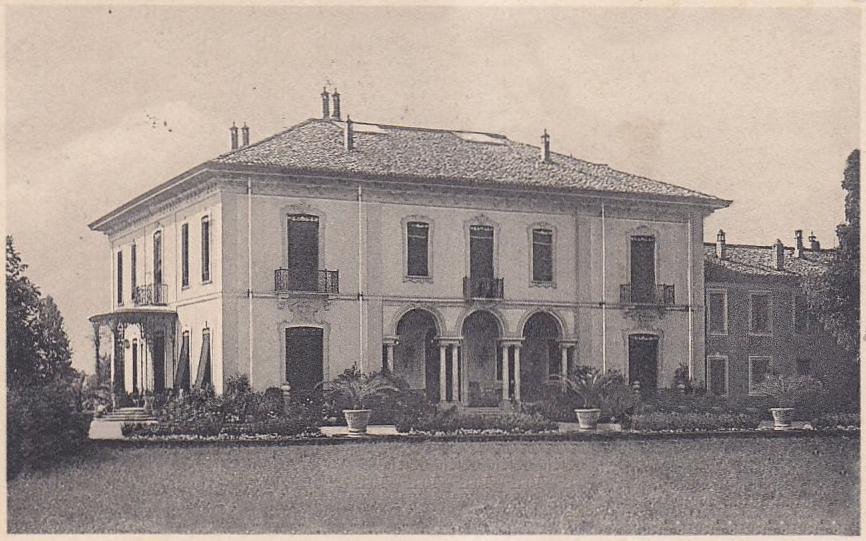
La villa intorno al 1910

Intorno al 1850, in seguito alla scomparsa dell'ultimo conte Toccoli, la tenuta passò al conte Luigi Tarasconi, a sua volta ultimo discendente della propria casata; questi nel 1857 nominò erede universale il marchese Luigi Lupo Meli Lupi di Soragna, che aggiunse al proprio il cognome Tarasconi; verso la fine del XIX secolo il nuovo proprietario e la moglie Luisa Melzi di Cusano incaricarono l'architetto milanese Antonio Citterio della ristrutturazione della villa, che tra il 1892 e il 1893 fu completamente ricostruita in stile neobarocchetto lombardo, conservando solo il portico orientale del precedente edificio; in adiacenza fu inoltre costruita l'"Annèxe", raddoppiando la superficie calpestabile della struttura.
Nel 1895 i marchesi acquistarono dal conte Giuseppe Magawly la villa di famiglia, incaricando il Citterio della sua trasformazione in corte rustica; nella dépendance furono realizzate le abitazioni per i dipendenti e i locali di servizio, oltre agli ambienti che furono utilizzati fino al 1975 circa quale sede dell'asilo infantile di Vigatto. L'architetto sistemò inoltre l'ampio parco all'inglese che circonda i due edifici.

## Descrizione
L'ampio parco si estende su un impianto pressoché trapezoidale tra la strada comunale e il torrente Parma, con ingresso a sud-ovest accanto alla dépendance; l'edificio padronale, raggiungibile attraverso un viale circolare, è posizionata al centro del giardino.

### Villa padronale

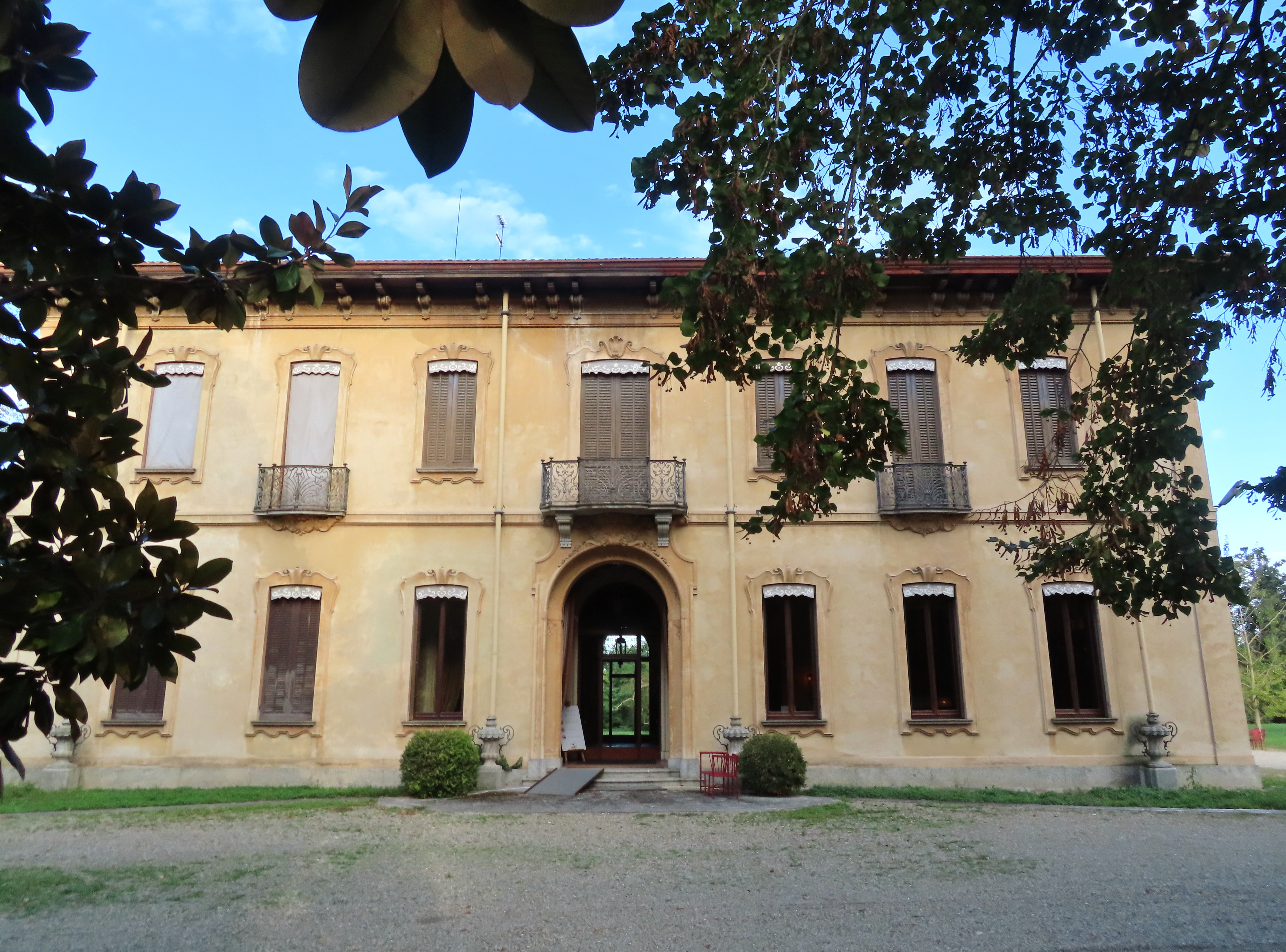
Facciata

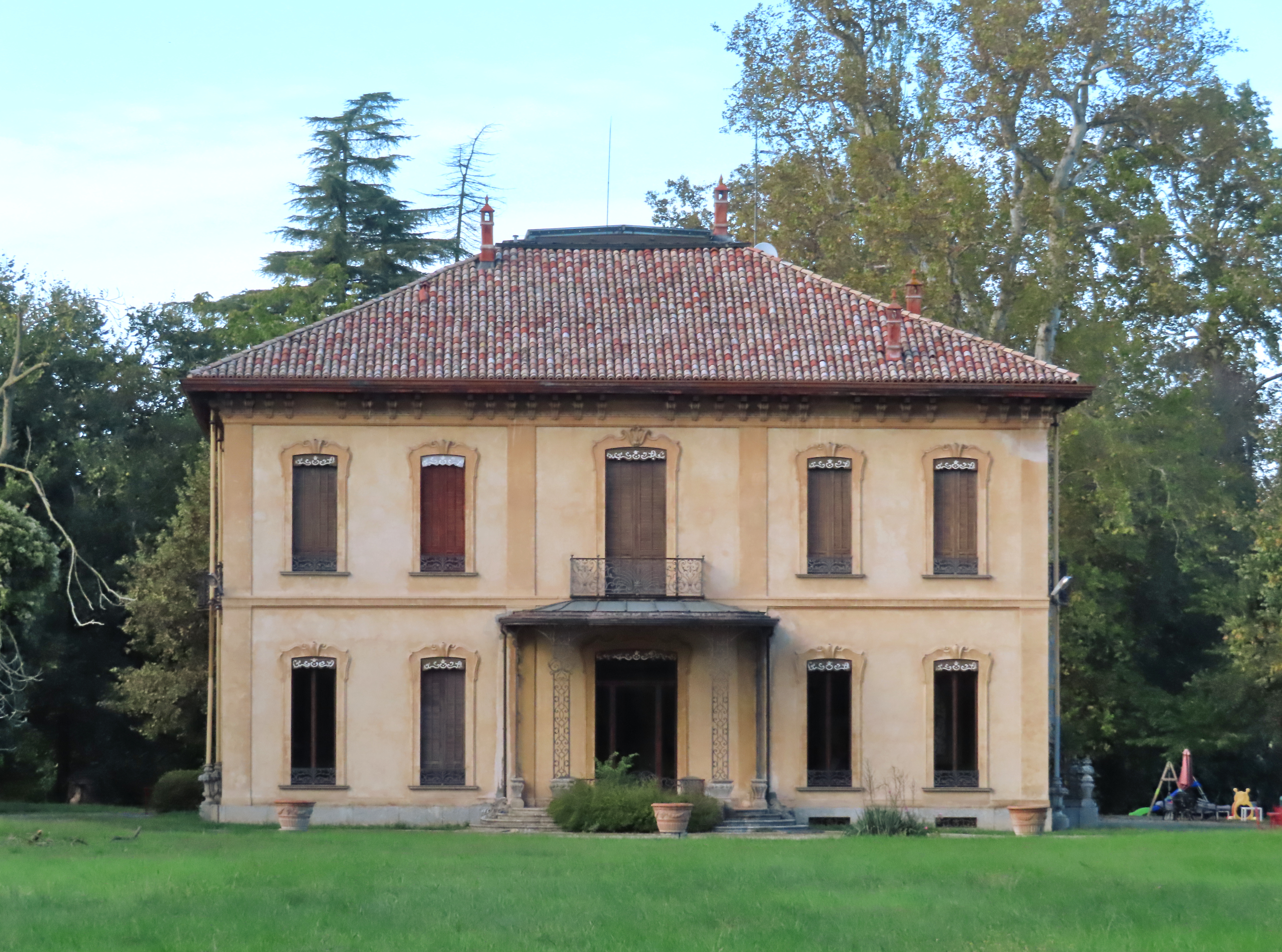
Lato sud

L'edificio è costituito da due corpi affiancati: la villa propriamente detta e l'"Annèxe"; la prima si estende su un impianto rettangolare con tre ingressi al centro dei lati ovest, sud ed est; a nord si sviluppa in adiacenza alla struttura padronale l'ala di servizio, con pianta a L.
Le facciate della villa, interamente intonacate, si elevano su due livelli fuori terra separati da fascia marcapiano; le aperture sono delimitate da eleganti cornici neorococò in stucco. Il prospetto meridionale è caratterizzato dal portale d'accesso centrale, preceduto da piccolo portico ovale in ferro battuto, con balconcino sovrastante. Nel mezzo del lato orientale si apre invece un porticato a tre arcate a tutto sesto, rette da colonnine con capitelli, unica testimonianza dell'edificio cinquecentesco.

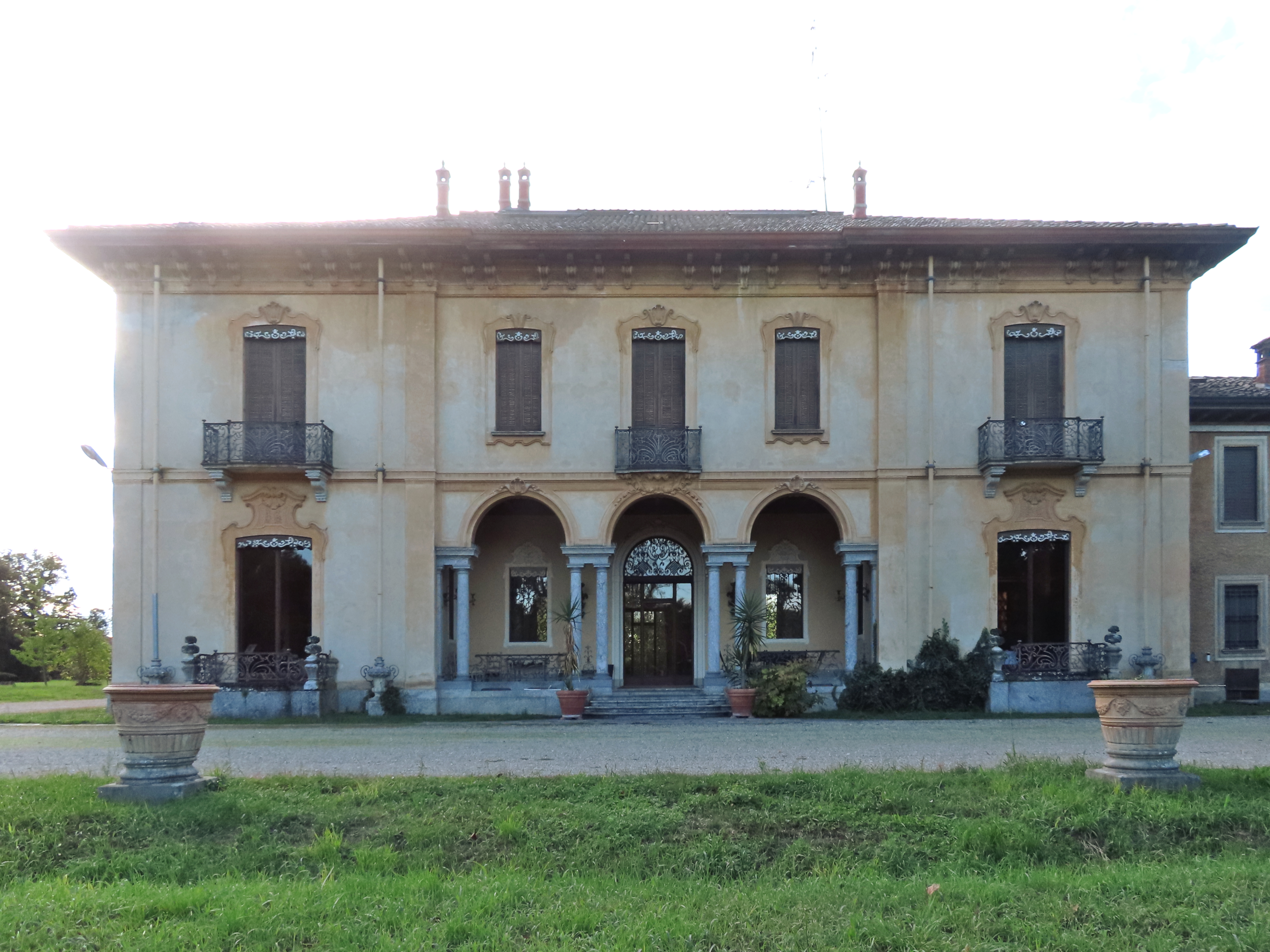
Lato est

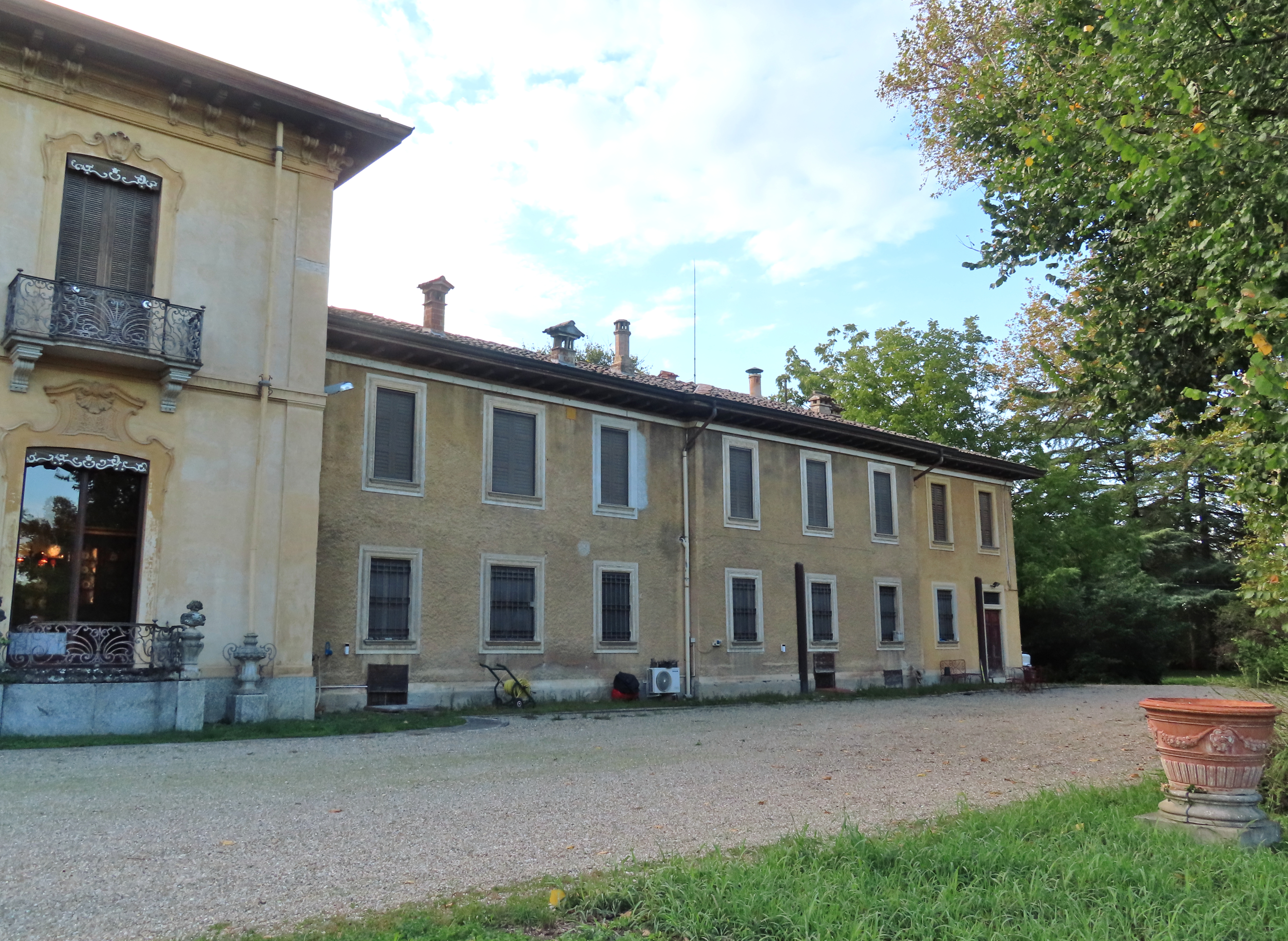
Lato est dell'Annèxe

All'interno l'atrio, detto "bocchirale", conduce agli alti ambienti di rappresentanza, coperti da soffitti a cassettoni lignei e arredati con mobili e dipinti antichi: il grande salone da ricevimento, i salottini, la sala da pranzo, la biblioteca e lo studio; al primo piano si trovano invece le camere da letto padronali, con analoghe coperture.
La più bassa "Annèxe", caratterizzata da decori esterni più semplici alle finestre, contiene i locali di servizio della villa, tra cui le cucine, il guardaroba, la lavanderia e le camere destinate in origine ai domestici.

### "Il Palazzo"

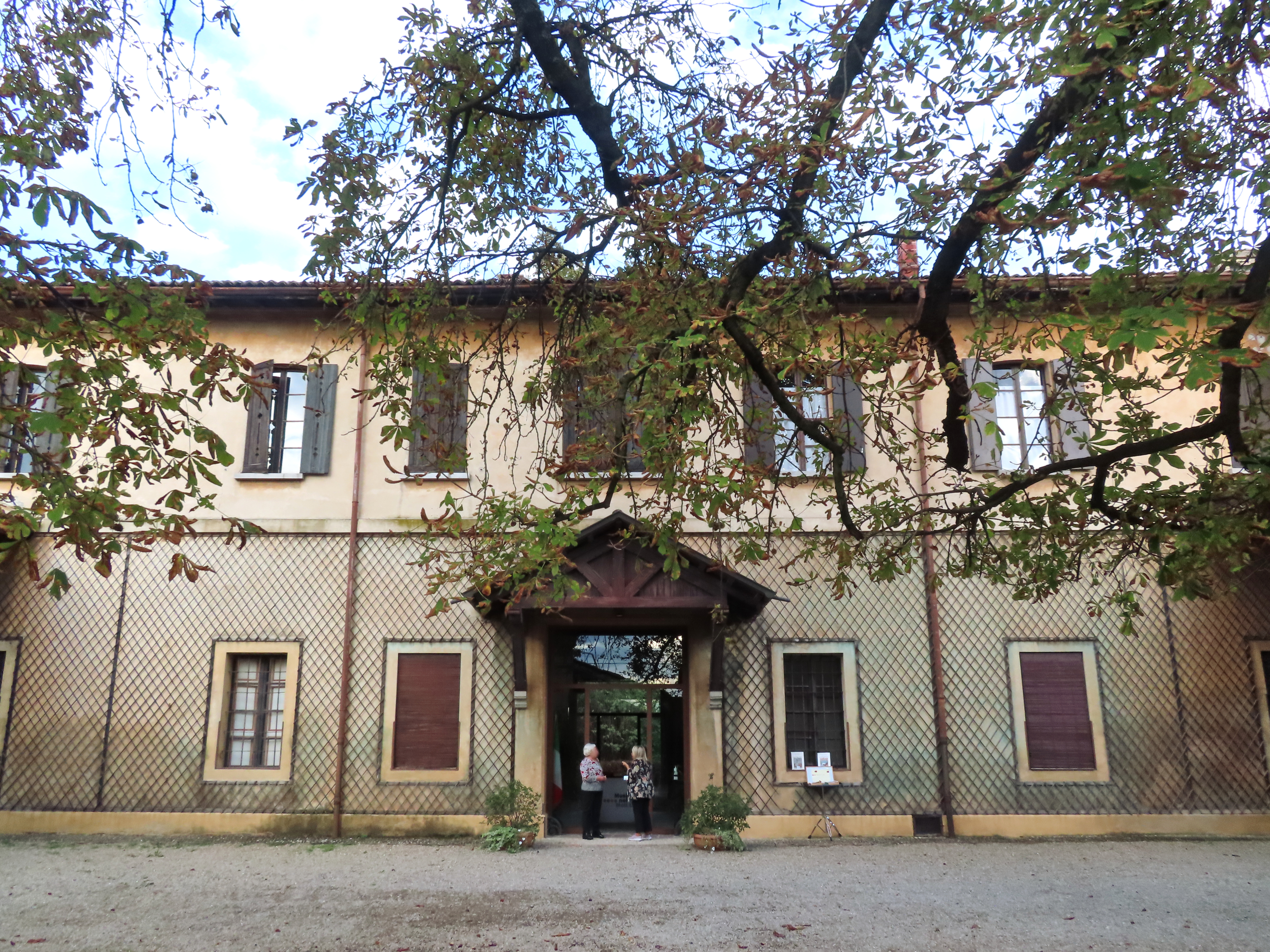
Facciata del Palazzo

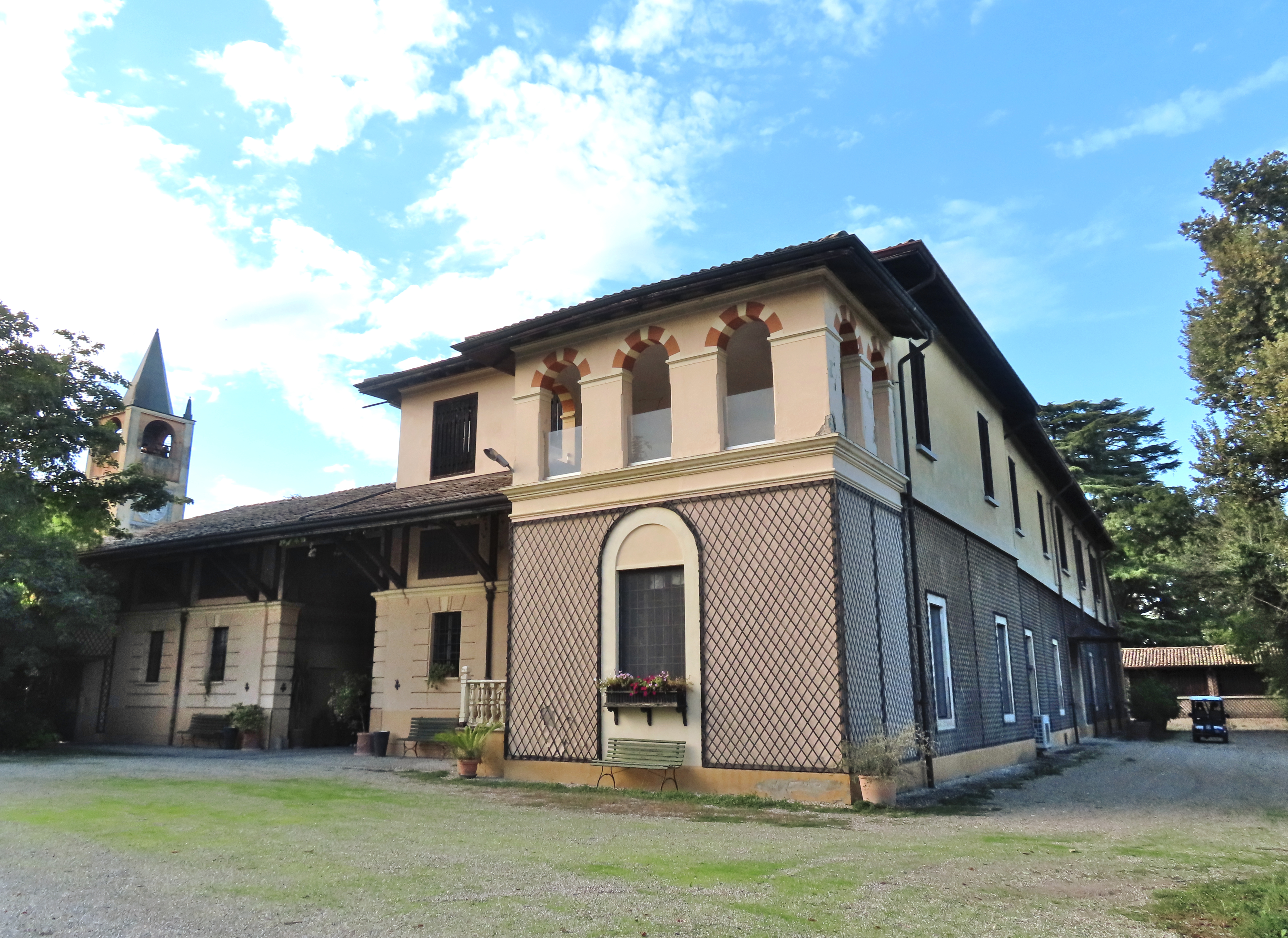
Lati sud ed est del Palazzo

L'edificio, dépendance della villa, si sviluppa simmetricamente su un impianto a U, con corte centrale d'ingresso affacciata direttamente sulla strada comunale.
Le rustiche facciate intonacate sono caratterizzate dalla presenza di numerosi elementi neogotici, tra cui il graticcio di rivestimento del piano terreno, la loggetta verso l'accesso del parco, i profondi cornicioni lignei e le numerose tettoie.
All'interno si trovano alcuni appartamenti e numerosi ambienti di servizio, tra cui i garage, la legnaia, i depositi e le vecchie stalle per asini e cavalli, oltre ai locali un tempo adibiti ad asilo infantile; leggermente più a sud, oltre il cancello della tenuta, si trova infine la serra.

### Parco

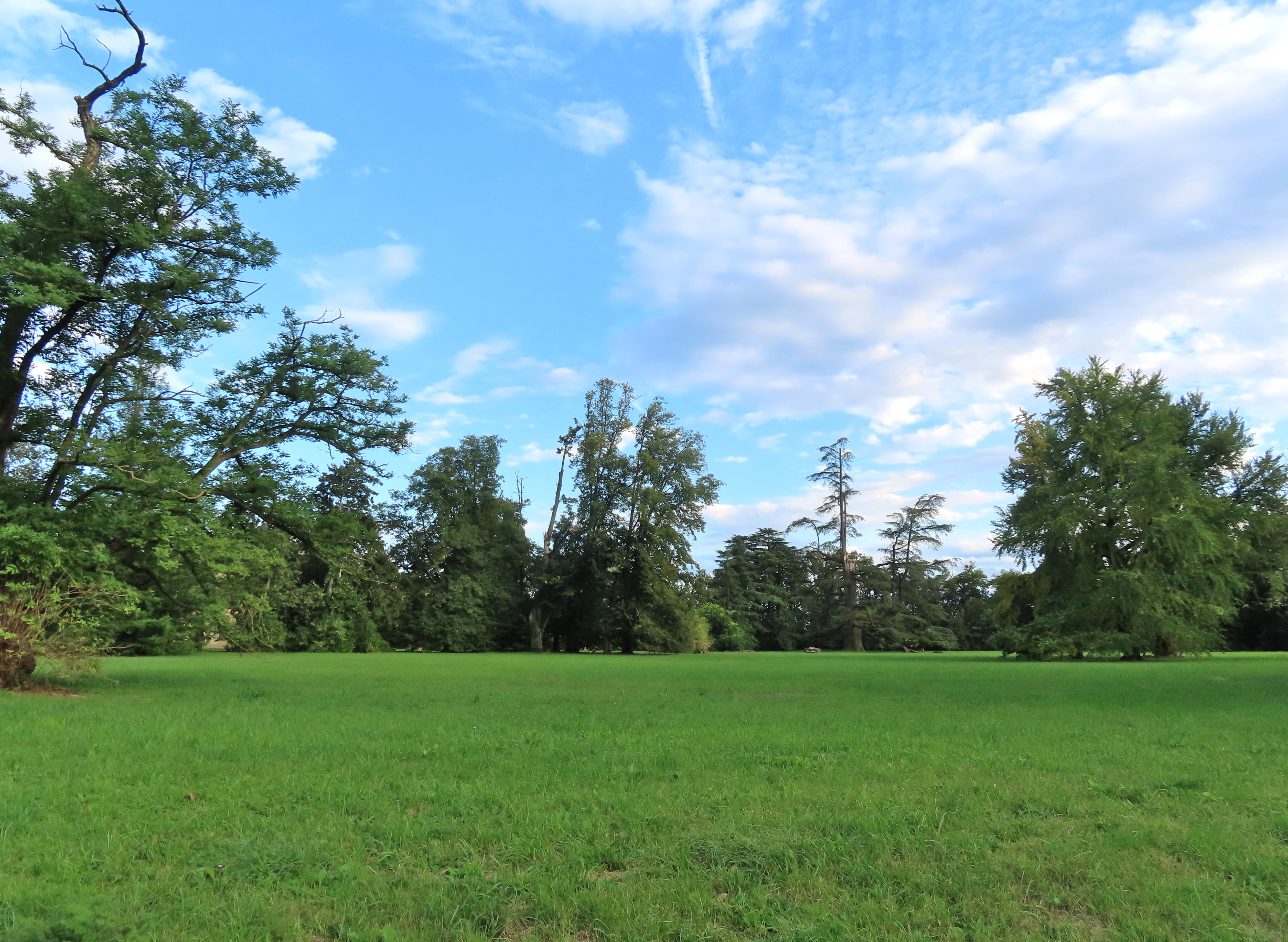
Parco

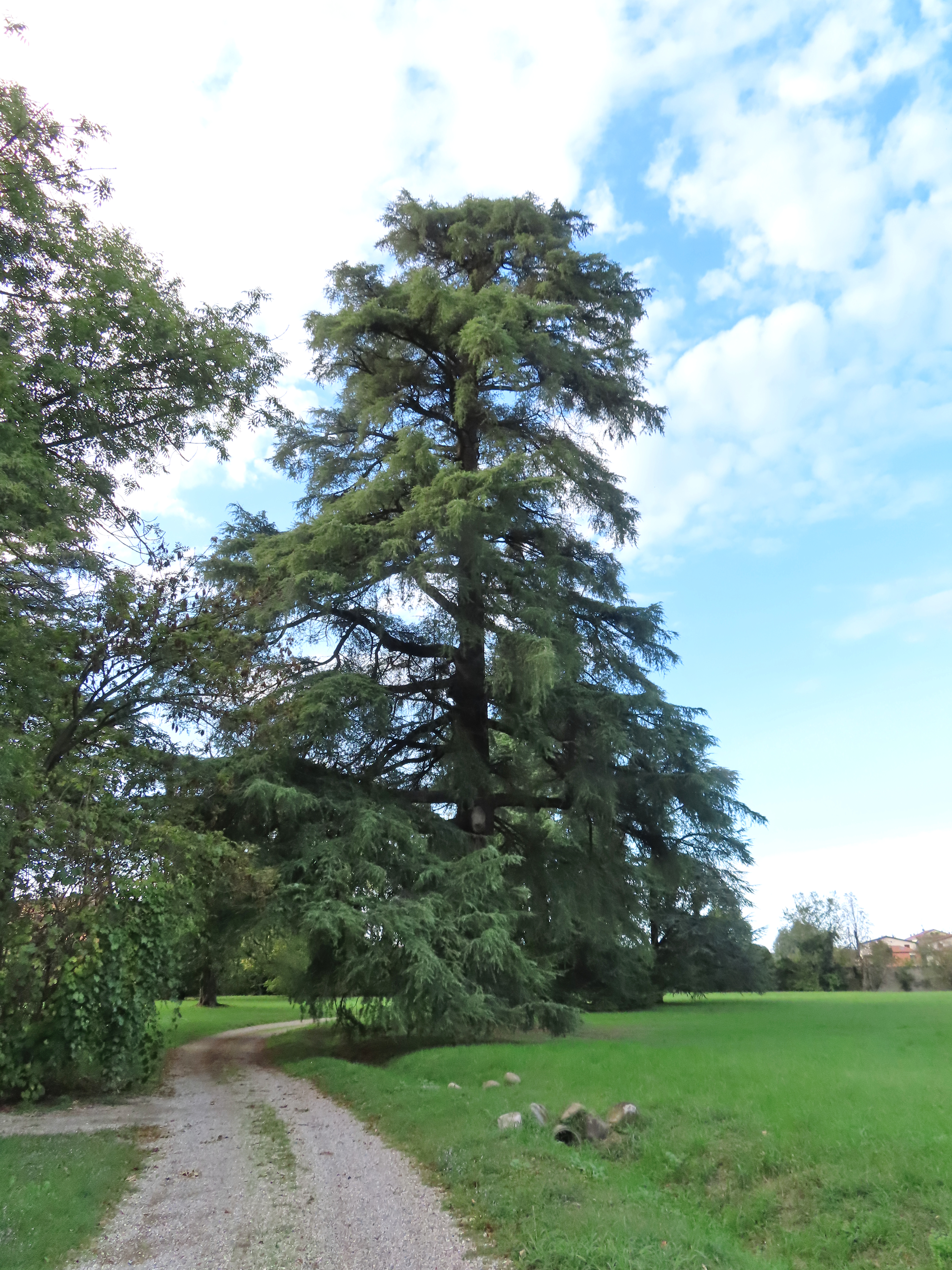
Uno dei cedri del Libano secolari nel parco

Il grande parco all'inglese, interamente chiuso da un muro di cinta, si estende in piano su una superficie di circa 10 ettari, punteggiati da numerose piante disposte isolatamente o in gruppi, scelte fin dall'origine quale fondale prospettico per la villa.
Attraversato da alcuni vialetti, il giardino contiene, tra gli altri, vari esemplari secolari di cedri del Libano e di faggi purpurei di dimensioni ragguardevoli.